# Fressies
Fressies település Franciaországban, Nord megyében. Lakosainak száma 573 fő (2022. január 1.). Fressies Féchain, Abancourt, Aubencheul-au-Bac, Aubigny-au-Bac, Hem-Lenglet és Épinoy községekkel határos.

## Népesség
A település népességének változása:
| Lakosok száma | 572  | 567  | 574  | 572  | 572  | 571  | 572  | 572  | 573  |
|               | 2013 | 2015 | 2016 | 2017 | 2018 | 2019 | 2020 | 2021 | 2022 |